# Tafunsak
La municipalità di Tafunsak (o Tahfuhnsahk) è una delle quattro divisioni amministrative dello stato di Kosrae, uno degli Stati Federati di Micronesia. Il territorio è composto da un settore dell'isola di Kosrae e conta 2 489 abitanti. I principali centri abitati sono, Tafunsak e Walung.

## Monumenti e luoghi d'interesse
- Parco marino Utwa-Walung, area protetta per la conservazione dell'ecosistema naturale e culturale dell'isola[1].